# Миямото, Ариана
Ариана Мамико Миямото (яп. 宮本・エリアナ・磨美子 Миямото Эриана Мамико, род. 12 мая 1994) — японская модель, победительница конкурса «Мисс Япония» 2015 года. Также она представляла Японию на конкурсе «Мисс Вселенная» в 2015 году. Победа Миямото на национальном конкурсе красоты была неоднозначно воспринята частью СМИ из-за её нетипичного для Японии облика, обусловленного смешанным происхождением. Миямото — первая хафу, ставшая «Мисс Япония».

## Биография
Родилась в семье японки и афроамериканца. Её отец, Брайан Стэнфилд, служил в расквартированных в Японии американских войсках. Родители Миямото развелись, когда ей был один год. Окончила начальную школу в Японии, в возрасте 13 лет переехала в США, там жила в течение двух лет с отцом. После возвращения в Японию Миямото возобновила учёбу в школе не сразу, перед этим она работала, в том числе барменом.
В 2015 году Миямото завоевала титул «Мисс Нагасаки» и представляла свою префектуру на конкурсе «Мисс Япония».

### Дискриминация
Во время учёбы в школе Миямото была единственным ребёнком смешанного происхождения. Она вспоминала об этом так: «Каждый раз, когда учитель велел нам взяться за руки, другие дети, опасаясь, что моя чёрная кожа передастся им, кричали, чтобы я не касалась их». Другие её одноклассники также говорили: «Не плавай со мной в бассейне, иначе я стану чёрным, как ты». В детстве Миямото стеснялась цвета своей кожи и кудрявых волос. В школе она получила кличку «куромбо» (слово с расистским оттенком).
Прославившись, Миямото решила воспользоваться этим для борьбы с существующими в Японии расовыми предрассудками. В 2015 году она заявила: «Я хочу начать революцию. Я не могу изменить всё за одну ночь, но через 100—200 лет этнически чистых японцев останется совсем немного, так что мы должны начать менять свой способ мышления».

### Карьера
12 марта 2015 года Миямото была коронована как «Мисс Япония» 2015 года. В том же году она представила Японию на конкурсе «Мисс Вселенная» и вошла в топ-10. До этого представительница Японии входила в топ-15 в 2008 году.